# Palazzo Tolomei
Le Palazzo Tolomei est un palais situé via dé Ginori à Florence, chef-lieu de la Toscane en Italie.

## Histoire et description
La demeure appartenait aux Ermini di Lucolena et en 1644, elle est achetée pour la somme de 3 000 écus par Neri Tolomei, grâce à la dot consistante de son épouse, née Margherita Frescobaldi. Le palais est alors reconstruit pour en faire la demeure du couple. Les Tolomei florentins (à ne pas confondre avec les Tolomei de Sienne) étaient originaires de Legri in Val di Marina et les premières sources les mentionnent en 1246, avec la chapelle et la sépulture familiale de l'église Saint-Étienne et leur premier prieuré de 1300. Ils furent appelés Tolomei Gucci d'après Tolomeo di Guccio. Ils faisaient le commerce de la soie et avaient des intérêts économiques dans un grand nombre de compagnies bancaires. Ils accédèrent à la noblesse en 1591, après avoir fondé une commanderie de l'Ordre des chevaliers de Saint Étienne.
Le fils de Neri et Margherita Tolomei, Baccio Maria Tolomei, devint en 1689 sénateur du grand-duché de Toscane et accrut notablement la fortune de la famille. En 1726, les del Chiaro mirent en vente le palais contigu (appelé depuis le palazzo Tolomei Biffi) qui fut acquis par Neri Maria Tolomei, époux de Maria Francesca Mannelli. 

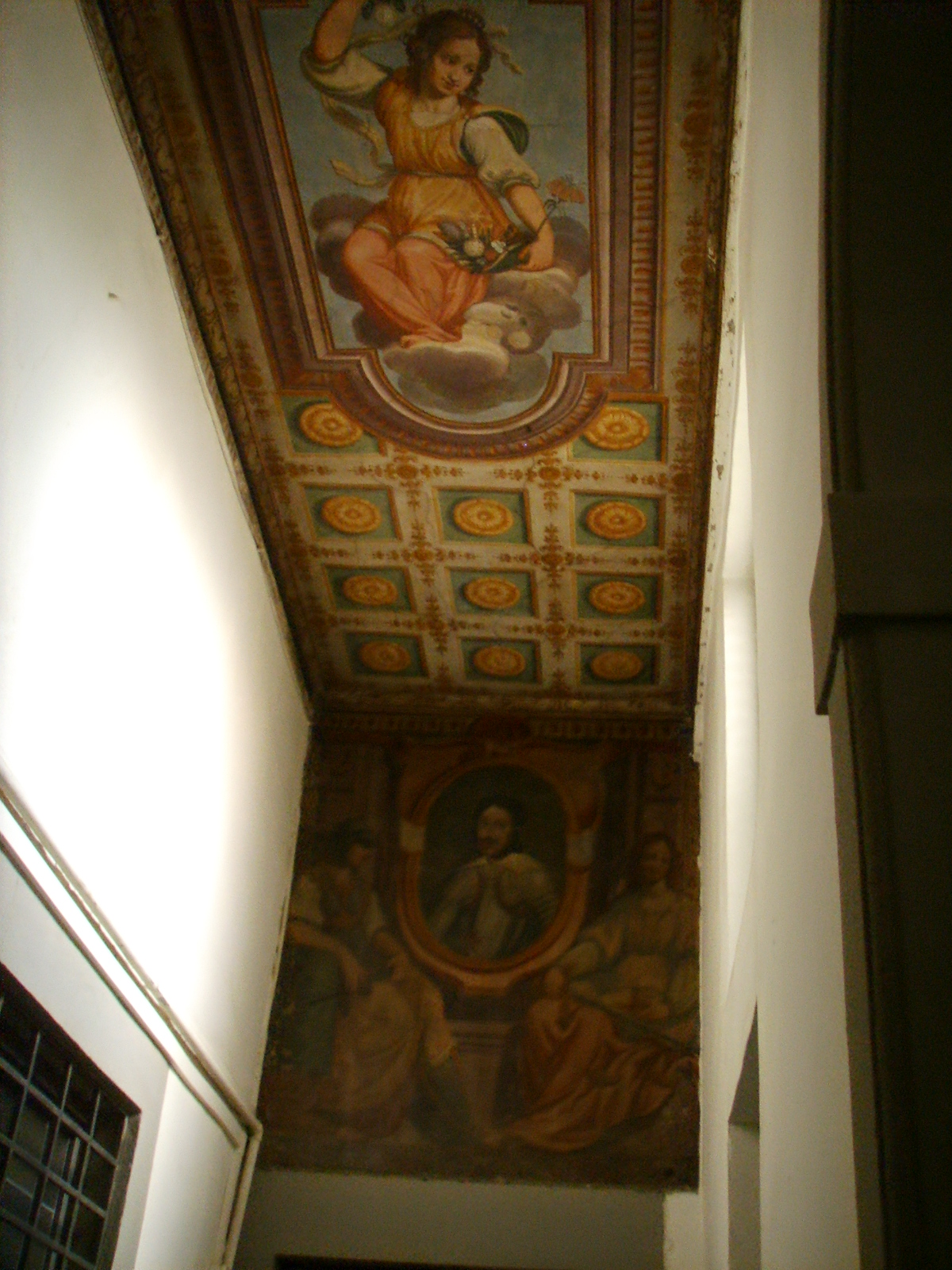
Fresques à l'intérieur du palais, avec le portrait de Ferdinand II et la représentation d'une figure allégorique.

Cette transaction eut lieu, ici encore, grâce à la dot de la fille du sénateur Jacopo Mannelli et il ne fut pas nécessaire de vendre le premier palais qui resta dans la famille sous le nom de « casa piccola » (petite maison), alors que l'ancien palais del Chiaro devint la « casa grande » (grande maison). 
En 1850, Paolo di Neri Tolomei et son épouse, née Maria di Jacopo, vendirent les deux palais au marquis Giuseppe Garzoni Venturi de Lucques, qui devint député, maire de Florence et sénateur du royaume. À sa mort, sa fille hérita des deux palais. Elle était l'épouse de Gian Paolo Poschi Meuron et la famille en demeura propriétaire jusqu'à la fin de la Première Guerre mondiale. Ensuite, le palais fut acquis par la famille Isola qui le fit restaurer. Aujourd'hui le palais est divisé en plusieurs appartements.
La façade du palais est simple et typique des demeures florentines de la Renaissance tardive. Un portail à arc central, avec corniche à bossage et pointe « en goutte », est flanqué de deux fenêtres à corniches graduées (unique concession au goût baroque), tandis qu'aux deux étages supérieurs, soulignés de corniches marcapiano, se trouvent deux rangées de trois fenêtres de même style que le portail au premier étage, et moins saillantes au deuxième. 
Sous les combles en surplomb, on trouve des petites fenêtres rectangulaires donnant dans l'ancien grenier. 
L'intérieur du palais, aujourd'hui divisé en appartements, est décoré de fresques, comme par exemple dans la cage d'escalier, où l'on remarque un portrait de Ferdinand II de Médicis et une figure allégorique.

## Source de la traduction
- (it) Cet article est partiellement ou en totalité issu de l’article de Wikipédia en italien intitulé « Palazzo Tolomei (Firenze) » (voir la liste des auteurs).